# Papasow-Passage
Die Papasow-Passage (bulgarisch Папазов проток Papasow protok) ist eine 4,5 km lange und 1 km breite Meerenge im Archipel der Biscoe-Inseln westlich der Antarktischen Halbinsel. Sie trennt Krogh Island im Osten von DuBois Island im Westen. Im östlichen Abschnitt der Meerenge, die vom Lewis Sound im Süden zum offenen Südlichen Ozean westlich der Lavoisier-Insel führt, liegen Bona Mansio Island und St. Christopher Island.
Die bulgarische Kommission für Antarktische Geographische Namen benannte sie 2020 nach dem bulgarischen Ozeanographen Dontscho Papasow (* 1939), dem 1988 in 164 Tagen eine Einhandumseglung des antarktischen Kontinents im Korridor der Roaring Forties gelang.